# Atlanta (Indiana)
Atlanta és una població dels Estats Units a l'estat d'Indiana. Segons el cens del 2006 tenia 822 habitants.

## Demografia
Segons el cens del 2000, Atlanta tenia 761 habitants, 261 habitatges, i 205 famílies. La densitat de població era de 979,4 habitants per km².
Dels 261 habitatges en un 44,8% hi vivien nens de menys de 18 anys, en un 62,1% hi vivien parelles casades, en un 10,3% dones solteres, i en un 21,1% no eren unitats familiars. En el 16,5% dels habitatges hi vivien persones soles el 6,1% de les quals corresponia a persones de 65 anys o més que vivien soles. El nombre mitjà de persones vivint en cada habitatge era de 2,9 i el nombre mitjà de persones que vivien en cada família era de 3,2.
Per edats la població es repartia de la següent manera: un 32,1% tenia menys de 18 anys, un 7,4% entre 18 i 24, un 33,9% entre 25 i 44, un 19,7% de 45 a 60 i un 7% 65 anys o més.
L'edat mediana era de 34 anys. Per cada 100 dones de 18 o més anys hi havia 92,2 homes.
La renda mediana per habitatge era de 43.036 $ i la renda mediana per família de 47.159 $. Els homes tenien una renda mediana de 33.438 $ mentre que les dones 22.011 $. La renda per capita de la població era de 16.342 $. Entorn del 5,5% de les famílies i el 7% de la població estaven per davall del llindar de pobresa.

## Poblacions més properes
El següent diagrama mostra les poblacions més properes.